# Adota
Adota is een geslacht van kevers uit de familie van de kortschildkevers (Staphylinidae).

## Soorten
- Adota colpophila Gusarov, 2003
- Adota gnypetoides (Casey, 1910)
- Adota madida (Bernhauer, 1907)
- Adota magnipennis (Bernhauer, 1943)
- Adota maritima (Mannerheim, 1843)
- Adota ushio (Sawada, 1971)